# 에스토니아 공국 (1561년~1721년)
에스토니아 공국(스웨덴어: Hertigdömet Estland, 에스토니아어: Eestimaa hertsogkond, 독일어: Herzogtum Estland) 또는 스웨덴령 에스토니아는 1561년에서 에스토니아에 위치한 스웨덴의 소유지로, 1719년에 대북방 전쟁에서 패한 스웨덴이 뉘스타드 조약으로 이 영토를 러시아 제국에게 넘겨줄 때까지 존재했다. 오늘날의 에스토니아 북쪽에 위치했고 1561년에 스웨덴 법이 적용되었다. 1561년에 얘르바 주와 라플라 주, 래네비루 주, 하리우 주, 탈린이 포함되었고, 1581년에 래네 주가 포함되었다.

## 스웨덴령 에스토니아의 통치자
- 안데르스 토르스텐손 (Anders Torstenson, 1674년 - 1681년)
- 악셀 율리우스 드 라 가르디 (Axel Julius De la Gardie, 1687년 - 1704년)
- 볼마르 안톤 폰 슐리펜바흐 (Wolmar Anton von Schlippenbach, 1704년 - 1706년)
- 닐스 욘손 스트롬베르 아프 클라스트로프 (Niels Jonsson Stromberg af Clastorp, 1706년 - 1709년)
- 카를 구스타프 폰 니에로트 (Carl Gustaf von Nieroth, 1709년-1710년)

## 같이 보기
- 스웨덴 제국
- 테라 마리아나
- 예스틀랸디야 현